# Christian Grindheim
Christian Grindheim (* 17. Juli 1983 in Haugesund) ist ein ehemaliger norwegischer Fußballspieler.

## Karriere

### Verein
Christian Grindheim begann seine Karriere beim FK Haugesund, wo er im Jahre 2000 debütierte. Dort avancierte er schnell zum Führungsspieler und war sogar Kapitän der Mannschaft.
Im Jahr 2005 wechselte er zum Vålerenga IF. Auch dort war er Stammspieler und Kapitän. 2007 wechselte er ins Ausland und unterschrieb beim niederländischen Erstligisten SC Heerenveen. Für seine neue Mannschaft kam er erst am 16. Februar 2008 zum Einsatz. Am 25. Spieltag, beim 2:2 gegen Heracles Almelo, wurde er in der Startelf aufgeboten. Bis Saisonende wurde er weitere achtmal in der Liga sowie zweimal in der Play-off-Runde eingesetzt. Seinen Durchbruch hatte er in der Folgesaison, als er in der Liga 30 Mal zum Einsatz kam. Hierbei traf er viermal. Stammspieler war er auch in den nächsten beiden Spielzeiten. Zur Saison 2011/12 wechselte er zum dänischen Erstligisten FC Kopenhagen, bevor er im Februar 2013 zu seinem vormaligen Klub Vålerenga zurückkehrte. In seiner zweiten Spielzeit bei den Norwegern absolvierte er insgesamt 134 Spiele und erzielte 17 Tore.
Im Januar 2018 kehrte er zum FK Haugesund zurück, wo er Ende 2020 auch seine Karriere beendete.

### Nationalmannschaft
Sein Länderspieldebüt gab der damals 22-jährige am 17. August 2005 gegen die Schweiz. Sein erstes Länderspieltor erzielte er am 11. Februar 2009, als er beim überraschenden 1:0-Sieg gegen Deutschland traf (erster Sieg einer norwegischen Mannschaft gegen Deutschland seit knapp 73 Jahren). Grindheim absolvierte insgesamt 54 Spiele für die Norweger und erzielte dabei zwei Tore.

## Erfolge als Spieler
- 3. Platz in der Tippeligaen mit dem Vålerenga IF
- Gewinner des KNVB-Pokal 2008/09 mit dem SC Heerenveen